# Martin Chernacov
Martin Simon Chernacov Selvin (ur. 17 października 1965 w Calle Blancos) – kostarykański narciarz alpejski, olimpijczyk. Jego bratem jest Gabriel, również narciarz alpejski.
Na igrzyskach w Albertville brał udział tylko w jednej konkurencji. Nie dojechał jednak pierwszego przejazdu w slalomie gigancie.